# Ernst Heinrich Zober

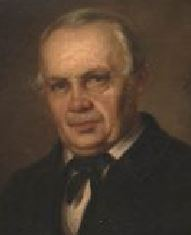
Ernst Heinrich Zober (Heinrich Paul, 1862)

Ernst Heinrich Zober (* 25. April 1799 in Königsberg in der Neumark; † 6. November 1869 in Stralsund) war ein deutscher evangelischer Theologe, Historiker, Gymnasiallehrer und Bibliothekar.

## Leben
Zober war der Sohn des evangelisch-lutherischen Pfarrers und Archidiakons in Königsberg in der Neumark Carl Heinrich Albrecht Samuel Zober (* 3. November 1759; † 22. Juli 1835). In seiner Heimatstadt Königsberg in der Neumark besuchte er von 1810 bis 1815 das Lyzeum, war hier von Ostern bis Michaelis  als Sekundaner schon Primus Omnium, dann von 1815 bis 1818 das Gymnasium zum Grauen Kloster in Berlin. Ab Michaelis 1818 studierte er an der neuen Universität Berlin Philosophie, Philologie und Evangelische Theologie. 1819 gehörte er zu den Neustiftern des Corps Marchia Berlin. 1819/20 leistete er Kriegsdienst beim Garde-Schützen-Bataillon in Berlin. Anschließend setzte er sein Studium 1820/21 an der Universität Tübingen fort. Er war ein früher Anhänger von Friedrich Ludwig Jahn, nahm 1817 am Wartburgfest teil und wurde 1818 Mitglied der Burschenschaft Alte Arminia/Herminen Berlin, 1819 der Alten Hallischen Burschenschaft und 1820 bei Arminia Tübingen. Nach Abschluss seines Studiums fand er 1821 eine erste Anstellung als Hauslehrer in Halle an der Saale. Am 9. März 1822 wurde er an der Universität Halle promoviert und Lehrer am Königlichen Pädagogium in Halle.
1824 kam er als Gymnasiallehrer an das Gymnasium Stralsund. 1827 wurde er im Nebenamt zum Stadtbibliothekar bestellt; damit verwaltete er sowohl die Ratsbibliothek als auch die Gymnasialbibliothek. Er nutzte das ihm hier zur Verfügung stehende reiche historische Material, machte es durch Herausgabe zugänglich und stellte es zu chronologischen und biographischen Werken zusammen. Seine Schriften widmeten sich vor allem der lokalen und regionalen Geschichte, seine Arbeiten zur Geschichte des Gymnasiums waren grundlegend. Im Auftrag des Pommerschen Konsistoriums überarbeitete er den in allen Schulen gebrauchten Katechismus des Generalsuperintendenten Gottlieb Schlegel von 1794. Zobers Neubearbeitung kam 1836 heraus und blieb mehrere Generationen in Gebrauch. Er wurde 1845 zum Oberlehrer befördert und erhielt 1851 den Titel Königlicher Professor.
Während der Deutschen Revolution 1848/49 war er Mitglied und Kompanieschiedsmann der Stralsunder Bürgerwehr. Zober war Mitbegründer und 1848–1850 zeitweise Redakteur der Wochenschrift Volksblatt für Neuvorpommern, die sich gegen Demokraten und Republikaner engagierte.
Schon bald nach seiner Ankunft in Stralsund wurde er 1826 Mitglied der Gesellschaft für pommersche Geschichte und Altertumskunde. Außerdem war er Mitglied der Historischen Gesellschaften in Berlin, Schwerin, Kopenhagen, Halle und Dresden.

## Schriften
- Die Geschichte der Belagerung Stralsunds durch Wallenstein 1628. Stralsund: Trinius 1828

Digitalisat des Exemplars der Harvard University
- Ueber des stralsundischen Poëten Zacharias Orthus: Leben und Schriften. Schulprogramm 1830

Digitalisat des Exemplars der Stanford University
Digitalisat des Exemplars der Bayerischen Staatsbibliothek
- Ungedruckte Briefe Albrechts von Wallenstein und Gustav Adolfs des Großen nebst einem Anhange enthaltend Beiträge zur Geschichte des dreißigjährigen Krieges. Stralsund: Löffler 1830

Digitalisat des Exemplars der Bayerischen Staatsbibliothek
- Lobgedicht auf Stralsund. 1831
- Stralsundische Chroniken (Gottlieb Ch. F. Mohnike und Ernst Heinrich Zober, Hrsg.).
  - Band 1: Johann Berckmanns Stralsundische Chronik und noch vorhandene Auszüge aus alten verloren gegangenen Stralsundischen Chroniken nebst einem Anhange, urkundliche Beiträge zur Kirchen- und Schulgeschichte Stralsunds enthaltend. Stralsund 1833, 401 Seiten (Google Books) (Digitalisat des Exemplars der Bayerischen Staatsbibliothek).
  - Band 2: Die Stralsunder Memorial-Bücher Joachim Lindemanns und Gerhard Hannenmanns. (1531–1611.)  Zum erstenmale aus dem Handschriften herausgegeben und mit Einleitung, Inhaltsverzeichniß, Bemerkungen und Worterklärungen begleitet von Ernst Heinrich Zober, Gymnasiallehrer und Stadtbibliothekar in Stralsund, mehrerer Gelehrtengesellschaften Mitgliede.  Verlag Löffler (C. Hingst), Stralsund 1843 (Google Books) (Digitalisat des Exemplars der Bayerischen Staatsbibliothek).
- Name und Wappen der Stadt Stralsund. Ein fachlichgeschichtlicher Versuch. 1836
- Die Wesselsche Bibel der S. Marienkirche zu Stralsund. 1837
- Zur Geschichte des Stralsunder Gymnasiums. Erster Beitrag: Die Zeit der drei ersten Rektoren (1560-1569). Stralsund 1839

Digitalisat des Exemplars der Harvard University
- Vor zwanzig Jahren. Jugenderinnerungen. 1841
- (mit Gottlieb Mohnike, Hrsg.): Eine alte Stralsunder Chronik. Stralsund: Löffler 1842

Digitalisat des Exemplars der Bayerischen Staatsbibliothek
- Der Bürgervertrag vom Jahre 1616. Stralsund, 1845 (Undine, Nr. 7)

Digitalisat in der Digitalen Bibliothek Mecklenburg-Vorpommern
- Urkundliche Beiträge zur Geschichte der Stralsunder Verfassung. Stralsund: Löffler 1846 (Sundische Studien 1,6)

Digitalisat der Universitäts- und Landesbibliothek Düsseldorf
- Spottlieder der evangelischen Stralsunder auf die römisch-katholische Priesterschaft aus den Jahren 1524-1527 nach archivalischen Aufzeichnungen; mit einem Anhange: Über das älteste Stralsunder Gesangbuch. Stralsund: Löffler 1855

Digitalisat des Exemplars der Bayerischen Staatsbibliothek
- Urkundliche Geschichte des Stralsunder Gymnasiums (1839–1860). 1860

Digitalisat des Exemplars der Stanford University
- Die Vereinigung des ehemaligen schwedischen Pommerns und Rügens mit dem preußischen Staate. 1865
- Berichte über das Bestehen des Literarisch-geselligen Vereins in Stralsund 1837–1867. 1867 (mit 126 Biographien verstorbener Mitglieder)
- (posthum) Dr. Nicolaus Gentzkows Tagebuch: (v. J. 1558-1567, in Auszügen); nebst drei Anhängen: Stralsunder Kleider- und Hochzeits-Ordnung v. J. 1570; A. Wessels Schriften über die Altäre der Marienkirche in Stralsund und über dieselbe Kirche in der Wesselschen Bibel v. J. 1555 ff. / aus den Handschriften hrsg. von Ernst Zober, Vorwort: Theodor Pyl. Greifswald: Greifswalder Abtheilung der Gesellschaft. für Pommersche Geschichte und Altertumskunde; Greifswald: Kunike 1870 (Stralsundische Chroniken / hrsg. von Mohnike und Zober; Theil 3)